# The Blue Meaning
The Blue Meaning è il secondo album in studio del gruppo new wave britannico Toyah, pubblicato nel 1980.

## Tracce
Side 1
1. Ieya - 8:15
2. Spaced Walking - 2:20
3. Ghosts - 3:29
4. Mummies - 2:58
5. Blue Meanings - 5:03

Side 2
1. Tiger! Tiger! - 3:19
2. Vision - 4:06
3. Insects - 2:44
4. Love Me - 3:02
5. She - 6:03

## Formazione
- Toyah Willcox – voce
- Joel Bogen – chitarra
- Peter Bush – tastiera, tromba
- Charlie Francis – basso
- Steve Bray – batteria